# A la mierda lo demás
A la mierda lo demás (Asesinando el mito) es el segundo disco oficial de la banda de rock peruano Leusemia, editado en 1995, siendo uno de sus primeros intentos de punk.
La banda se había separado en 1986, pero tras una reconciliación decidieron retomar el proyecto musical. El nombre del álbum se debe a que la banda trataba de asesinar el mito que giraba en torno a ellos. El tema "El asesino de la ilusión" es una las canciones más representativas. Fue editado por la empresa discográfica Huasipungo Records.
En el año 2017 fue reeditado.

## Lista de canciones
- Según la primera edición del álbum, "A la mierda lo demás (Asesinando al mito)".

| N.º | Título                                                                  | Música                                        | Duración |  |
| 1.  | «Introdukción»                                                          | Daniel F                                      | 2:36     |  |
| 2.  | «Un lugar»                                                              | Daniel F                                      | 2:40     |  |
| 3.  | «En una invernal noche de surf»                                         | Daniel F                                      | 1:40     |  |
| 4.  | «"No hay futuro"»                                                       | Daniel F, Kimba Vilis                         | 1:20     |  |
| 5.  | «Cuando las bocas se cierran»                                           | Daniel F                                      | 0:14     |  |
| 6.  | «Siete años sobre un sueño»                                             | Daniel F                                      | 2:46     |  |
| 7.  | «¡Al ramerío!»                                                          | Daniel F                                      | 3:49     |  |
| 8.  | «Por los caminos del alcohol»                                           | Daniel F                                      | 2:22     |  |
| 9.  | «Oirán tu voz, oirán nuestra voz»                                       | Daniel F                                      | 3:43     |  |
| 10. | «Por la senda del pastel»                                               | Daniel F                                      | 1:11     |  |
| 11. | «Hablar nada más ke de pekatión»                                        | Daniel F                                      | 1:58     |  |
| 12. | «El asesino de la ilusión»                                              | Daniel F                                      | 4:34     |  |
| 13. | «Al colegio no voy más (La única escuela buena, es la escuela cerrada)» | Daniel F                                      | 2:50     |  |
| 14. | «Barras malditas (ó el kántico tribuno)»                                | Rául Montañez, Daniel F, Kimba Vilis          | 1:46     |  |
| 15. | «Eskethú, el sionista ke no puso más»                                   | Daniel F, Kimba Vilis                         | 3:26     |  |
| 16. | «La karacola subterránea»                                               | Víctor Manuel, Daniel F, Kimba Vilis          | 6:11     |  |
| 17. | «Criptestésia infernal»                                                 | Daniel F                                      | 1:43     |  |
| 18. | «Demolición (Cover de Los Saicos)»                                      | Erwin Flores, Rolando Carpio, Papi Castrillón | 2:15     |  |
| 19. | «Outrodukción»                                                          | Daniel F                                      | 2:34     |  |

| Bonus Track (Grabado en vivo en el "Sargento Pimenta" de Barranco, 16 de septiembre de 1995) |                                 |               |          |  |
| N.º                                                                                          | Título                          | Música        | Duración |  |
| 20.                                                                                          | «En una invernal noche de surf» | Daniel F      | 1:36     |  |
| 21.                                                                                          | «"No hay futuro"»               | Daniel F      | 1:48     |  |
| 22.                                                                                          | «En este disimil lugar»         | Raúl Montañez | 2:34     |  |
| 23.                                                                                          | «Astalculo»                     | Raúl Montañez | 3:50     |  |
| 24.                                                                                          | «Al colegio no voy más»         | Daniel F      | 5:56     |  |
| 25.                                                                                          | «Por la senda del pastel»       | Daniel F      | 1:29     |  |
| 26.                                                                                          | «Demolición»                    | Los Saicos    | 3:44     |  |

## Miembros de la banda
- Daniel F: Voz, guitarra y teclados.
- Raúl Montañez: Bajo, coro y guitarra solista. Voz principal de la canción "Barras malditas".
- Kimba Vilis: Batería, coros, percusión adicional.

## Versiones
En el Tributo a Leusemia - 1983-2003 los temas de este disco son:
- "Astalculo", por el grupo de punk hardcore Inyectores.
- "Al ramerío!" por el grupo de chongo rock Chabelos.
- "La karacola subterránea" por Distorsión.
- "Al colegio no voy más" por el grupo de new metal R3SET.
- "El asesino de la ilusión" por el grupo de rock metal Ni Voz Ni Voto, canción considerada un icono del punk peruano.
- "Barras malditas", por el grupo de metal M.A.S.A.C.R.E..